# Lars O. Grönstedt
Lars Olof Grönstedt, känd som Lars O. Grönstedt, född 29 april 1954 i Spånga församling i Stockholm, är en svensk företagsledare som tidigare varit verkställande direktör respektive styrelseordförande i Svenska Handelsbanken.
Grönstedt studerade inledningsvis humaniora och har en filosofie kandidatexamen i språk och litteratur, och blev därefter civilekonom vid Handelshögskolan i Stockholm. Han arbetade inom Handelsbanken från 1983, och var bankens vice VD med ansvar för IT och produktutveckling 1997 till 2000. 2001 efterträdde han Arne Mårtensson som VD och koncernchef. Han behöll posten till 2006, då han istället blev bankens styrelseordförande, och efterträddes som VD av Pär Boman.
2008 lämnade Grönstedt styrelseordförandeposten. Samstämmiga pressuppgifter gjorde gällande att detta orsakades av en konflikt mellan Grönstedt och Pär Boman rörande Handelsbankens strategi, där de tyngre ägarna valde att behålla Boman och låta Grönstedt lämna.
22 juli 2002 var han värd för Sommar i P1 i Sveriges Radio.